# Mohave

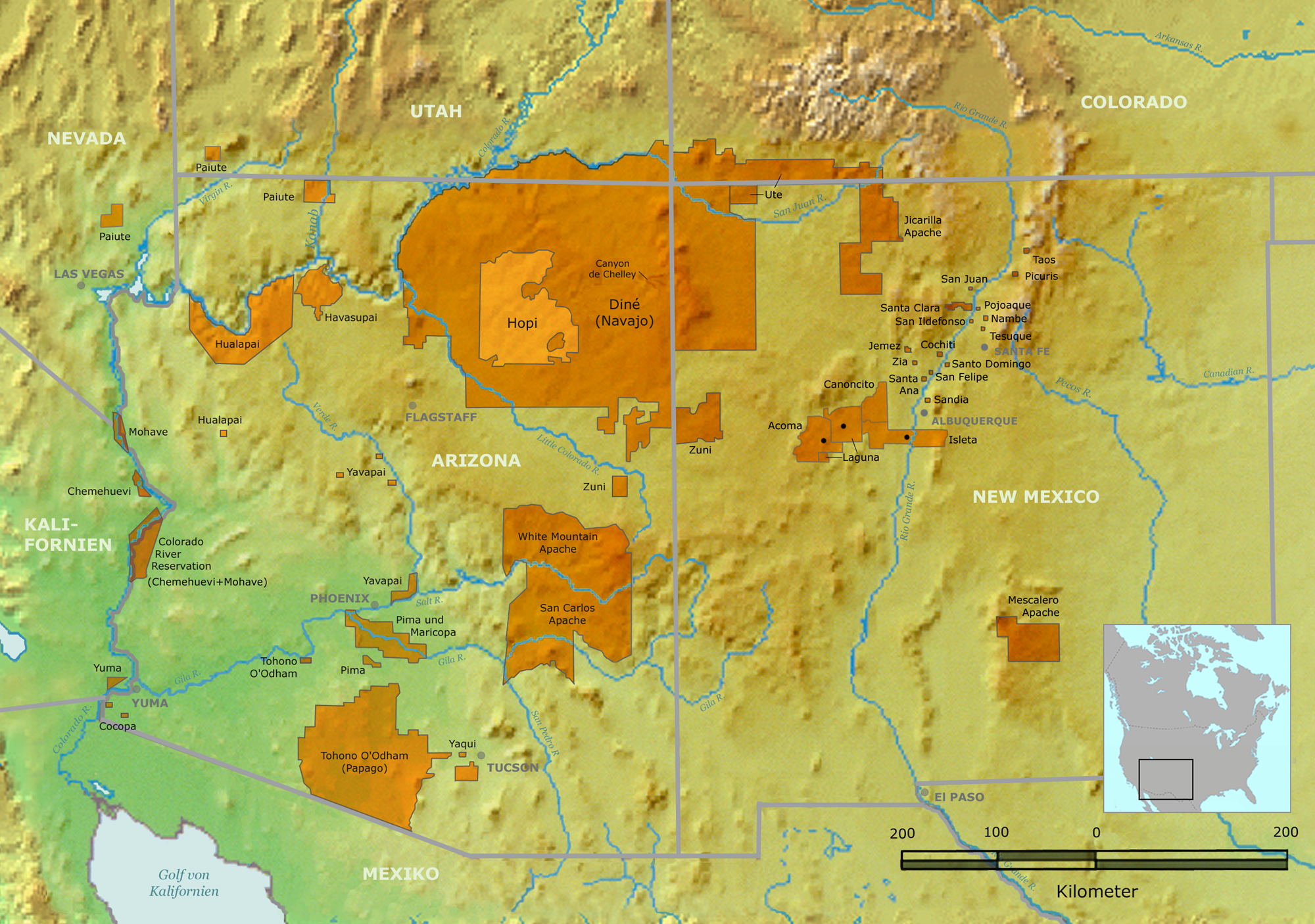
Reservate der Mohave und benachbarter Stämme im Südwesten der Vereinigten Staaten

Die Mohave oder Mojave sind der nördlichste Volksstamm der indigenen Fluss-Yuma, deren Gruppen in den Vereinigten Staaten am unteren Colorado und mittleren Gila River lebten; ihre Sprache – das Mohave (Mohaje) oder Hamakhav – gehört zu den Fluss-Yuma-Sprachen aus der Hoka-Sprachfamilie.
Die Mohave-Indianer lebten in der Mojave-Wüste beiderseits des Unterlaufs des Colorado Rivers in Arizona und Kalifornien im Südwesten der Vereinigten Staaten. Die heutige Stammesbezeichnung ist eine Verfremdung ihres Ethnonyms als Pipa Aha Makav oder  'Aha Makhav („Volk entlang des aha kwahwat (Flusses), d. h. des Colorado Rivers“).
Zu den Hauptgruppen der „Fluss-Yuma“ gehörten von Norden nach Süden die Mohave, Quechan (Kwtsaan) und Cocopa (Xawiƚƚ kwñchawaay) (entlang des Colorado Rivers) sowie die Halchidhoma (Xalychidom Piipaash) und Maricopa (Piipaash) (entlang des mittleren Gila River sowie des Salt River).

## Wohngebiet
Die Mohave bewohnen heute nahezu dasselbe Gebiet wie früher. Das grüne Tal des unteren Colorado ist von einer trockenen Wüste umgeben und wurde vor dem Bau der großen Staudämme jährlich von Hochwasser überflutet. Dabei lagerte sich jedes Mal eine große Menge Schlamm ab – fruchtbares Ackerland. Die Siedlungen verteilten sich entlang der Flussniederung auf beiden Seiten des Colorado und erstreckten sich vom Black Canyon of the Colorado  und El Dorado Canyon im Norden südwärts vorbei am Spirit Mountain (in Mojave (Hamakhav): Avi-Kwame; in Uto-Aztekisch: Tlalocan), dem Zentrum der Schöpfung für alle Yuma-sprachigen Stämme in den Newberry Mountains von Nevada südwärts bis zum Quechan Valley. Somit reichte ihr Stammesgebiet nördlich des Hoover Dam südwärts bis zu den Picacho Mountains und Chocolate Mountains ca. 100 Meilen unterhalb Lake Havasu (von Parker Dam aufgestaut) am Colorado River.
Handelsrouten führten bis zum Pazifischen Ozean. Das heutige Fort-Mohave-Reservat wurde 1865 eingerichtet und erstreckt sich, obwohl relativ klein, über drei Bundesstaaten: Kalifornien, Nevada und Arizona.

## Sozio-Politische Organisation
Im 16. Jahrhundert beim Erstkontakt mit den Spaniern war das Stammesgebiet der Mohave das mit der größten Bevölkerungsdichte im ganzen Südwesten.
Die Mohave unterteilten sich in drei geographische Hauptgruppen, die jeweils alle entlang des Westufers und Ostufers des Colorado Rivers lebten:
- Matha Iyathum / Matha-Lyathum oder „Nördlichen Mohave“: lebten vom Black Canyon of the Colorado River südwärts bis zum Mohave Valley, ihre nördlichste Siedlung Tavaku („cottontail rabbit mound“) lag flussaufwärts von Cottonwood Island.
- Hutto-pah oder „Mittleren/Zentralen Mohave“: lebten entlang des Ostufers des Colorado Rivers im Zentrum des Mohave Valley.
- Kavi Iyathum / Kavi-Lyathums oder „Südlichen Mohave“: lebten vom Mohave Valley südwärts bis südlich der Needles Peaks, mehrere Felsnadeln (The Needles) am Ostufer in den Mohave Mountains.

Wie die meisten Fluss-Yuma besaßen sie eine starke Stammesorganisation und ihr ethnischer Identitätssinn war ausgeprägt. Die Mohave betrachteten sich als eine eigenständige Nation mit Souveränität über „ihrem“ Territorium und bezeichneten sich auch als Hanuikhava. Die drei Hauptgruppen der Mohave waren auf mehreren Ebenen als „Nation“ vereint – politisch (gemeinsamer Stammesrat sowie Wahl von Häuptlingen), kultisch-religiös (Zusammenkunft zu zentralen Ritualen) sowie auf Grund der andauernden intertribalen Kriege unter den Fluss-Yuma, die allgemein hoch ritualisiert, hart und grausam geführt wurden. Besonders in Kriegszeiten zeigte sich daher diese „gemeinsame Identität“ und die Mohave konnten schnell mehrere Hundert Krieger mobilisieren.
Zudem hatten die Mohave ein patrilinearen Clan-System, das laut Überlieferung ihnen ihr Kulturheros Mastamho gegeben wurde. Die einst 22 Clans (heute ist diese Zahl auf 18 reduziert) wählten jeweils einen Clan-Häuptling, die zusammen den Stammesrat der Mohave bildeten.
Zudem gab es einen Oberhäuptling namens aha macav pina ta'ahon, der zusammen mit den Anführern der drei Hauptgruppen sowie der Clan-Häuptlinge, die Nation führte. Allerdings war er hierbei immer von der Zustimmung des Stammesrates abhängig. Der Oberhäuptling (Stammeshäuptling) wurde aufgrund besonderer Fähigkeiten oder Verdienste für eine gewisse Zeit mit Autorität ausgestattet. Machtbefugnisse sind damit in der Regel nicht verbunden, sondern lediglich Ansehen und Status.

## Geschichte
Die Mohave waren ein kriegerisches Volk, kämpften häufig gegen benachbarte Stämme und legten manchmal große Entfernungen zurück, um gegen andere Stämme Krieg zu führen. Sie unterhielten freundliche Beziehungen zu den Quechan (Yuma), Nüwüwü (Chemehuevi), Nndee/Innee (Westlichen Apachen) und Yavapai, dagegen betrachteten sie die Akimel O’Odham (Pima), Tohono O’Odham (Papago), Piipaash (Maricopa) und Xawiƚƚ kwñchawaay (Cocopa) als traditionelle Feinde.
Die Expedition von Juan de Oñate führte 1604 durch das Land der Mohave, aber erst 1775 bekamen sie den ersten weißen Mann zu sehen, Bruder Francisco Garces, dessen Aufzeichnungen den Stamm als freundlich bezeichnen. Die Männer würden nackt umherlaufen, während die Frauen Umhänge aus Kaninchen- und Biberfellen trügen. Er nannte die Indianer Jamabab.
1826 kam Jedediah Smith, ein amerikanischer Mountain Man, mit seinen Leuten zu den Mohave. Obwohl die Indianer die Trapper freundlich behandelten, sollte es in der Zukunft zwischen den beiden Gruppen zu Hass und Feindschaft kommen. Die Mojave glaubten daran, dass alle Tiere ihre Daseinsberechtigung haben und es war für sie unbegreiflich, dass die Trapper die Kadaver der Biber am Ufer liegen ließen, nachdem sie ihnen das Fell abgezogen hatten. Im Jahr 1827 kam es zu einem Kampf zwischen Mohave und Trappern, die Biber aus dem Fluss gefangen hatten. Die Indianer verlangten im Austausch dafür vergeblich ein Pferd von den Weißen. Vier Tage später fand man zwei tote Trapper und 16 tote Mojave. In demselben Jahr griffen die Indianer erneut Jedediah Smith an und töteten neun Trapper. In den nächsten 20 Jahren häuften sich die Gewalttaten zwischen Weißen und Mohave und fanden ihren Höhepunkt, als Trapper der Hudson’s Bay Company 26 Mojave töteten.
In den 1840er Jahren führte ein Fahrweg (engl. California Trail) zu den kalifornischen Goldfeldern durch das Mohave-Gebiet. 1858 gab es Streit mit den durchfahrenden Goldsuchern, der in einem Angriff auf eine Wagenkolonne eskalierte. Die Folge war der Bau des Fort Mohave 1859 am Ostufer des Colorado, um den Frieden zu sichern (die Ruinen des Forts kann man noch heute besichtigen). Die US-Armee nahm fünf Häuptlinge als Geiseln gefangen, um weitere Angriffe der Mohave zu verhindern. Sie wurden später bei einem Ausbruchsversuch getötet, wie aus Armeeberichten hervorgeht. Um den Mohave die Sinnlosigkeit weiteren Widerstands vor Augen zu führen, sandte man einen Oberhäuptling nach Los Angeles und Washington D.C., damit er die Macht der Amerikaner erkannte. Wunschgemäß beeindruckt, nutzte er seinen Einfluss bei den Mohave, die in der Folge Frieden mit den Weißen schlossen.
Vermutlich von Mohave-Indianern wurde 1851 Olive Oatman entführt und vier Jahre später freigelassen.

## Lebensweise und Kultur

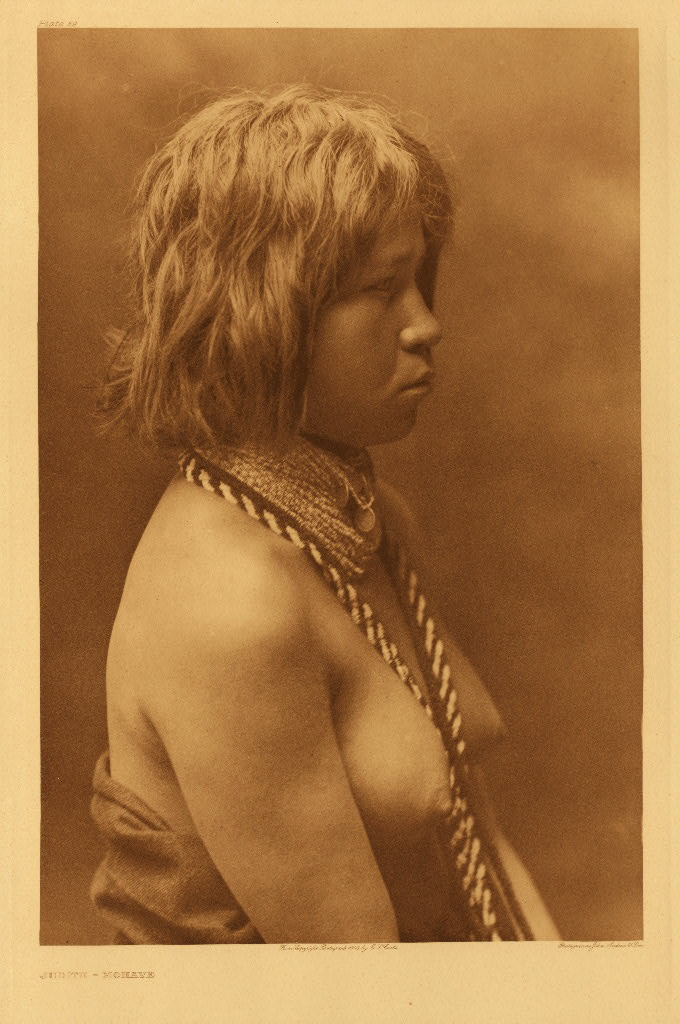
Judith, eine junge Mohave-Frau von etwa 18 Jahren

Wie andere Fluss-Yuma auch, waren die Mohave vorwiegend Farmer, die von den jährlichen Überschwemmungen des Colorado Rivers profitierten. Diese Wasserfluten brachten eine regelmäßige Düngung des Ackerlandes durch Ablagerung von Schlammmassen und machten damit eine Bewässerung unnötig. Die Pflanzzeit begann sofort, nachdem das Hochwasser abgeflossen war. Anders als einige der Wüstenfarmer der Hochland-Yuma weiter östlich, deren landwirtschaftliche Anstrengungen von ausgiebigen, um Erfolg bittenden Ritualen begleitet wurden, kannten daher die Mohave fast gar keine Rituale, die mit der Ernte verbunden waren. Zusätzlich zur Farmarbeit wurde in beträchtlichen Umfang gefischt, gejagt und Wildgemüse gesammelt.
Sie lebten im Sommer in offenen Holz-Bauwerken mit Flachdächern und im Winter in niedrigen, rechteckigen Gebäuden mit strohgedeckten Dächern; außen versehen mit Sand und Erde oder Flussschlamm. Zudem errichteten sie zylindrische Getreidespeicher mit flachen Dächern.
Die wichtigste soziale Einheit der Mohave war die Familie und die Vererbung in der väterlichen Linie. Es gab keine Siedlungen, aber dort, wo geeignetes Land für den Anbau zur Verfügung stand, fand man verstreute Häuser. Die Felder gehörten derjenigen Familie, die sie urbar machte. Die formale Führung bei den Mohave hatte normalerweise ein Stammeshäuptling, der sein erbliches Amt als Führer und Ratgeber ausübte. Ansehen erwarb man durch Erfolg und Tapferkeit im Kampf, an dem alle körperlich fähigen Männer unter Führung eines einzigen Kriegshäuptlings teilnahmen. Die Krieger waren in Bogenschützen, Keulen- und Speerkämpfer unterteilt und der Kampf war hochgradig stilisiert.
Die Mohave glaubten an einen obersten Schöpfer Mutavilya und seinen Sohn, den Kulturheros Mastamho, dem sie die Existenz des Flusses und die Kenntnisse des Pflanzenbaus verdankten. Eine zentrale Rolle in ihrer ethnischen Religion spielten Träume, die die Mohave für die einzige Quelle sicheren Wissens hielten. Praktisch alles in der Mohave-Kultur hatte Bezüge zu Träumen. Selbst die Mythen mussten immer wieder neu geträumt werden, weil die mündliche Überlieferung die „tatsächliche Teilnahme“ am mythischen Traumgeschehen nicht ersetzen konnte. Da die verschiedenen Stammesmitglieder aber naturgemäß unterschiedliche Träume hatten, wurde darüber intensiv diskutiert, und es kam darüber nicht selten zum Streit. Dem Medizinmann wurden besonders mächtige Träume zugetraut, die Krankheiten heilen, aber auch verursachen konnten. Diese Annahme verschaffte ihm eine unsichere Stellung.
Die Mohave kannten rund 30 Zeremonien und Rituale, bei denen vor allem gesungen, gerasselt und auf Körbe geschlagen wurde, um zu heilen. Jede Zeremonie dauerte eine Nacht oder länger und bestand aus 100 bis 200 Liedern. Öffentliche Zeremonien bestanden aus gesungenen Zyklen gereimter Gesänge, die eine Sage zum Inhalt hatten, gewöhnlich eine Reiseerzählung. Einige Zyklen bestanden aus Hunderten von Liedern. Typisch für die Mohave waren ihre Tätowierungen, bestehend aus Linien und Punkten im Gesicht.

## Heutige Situation und Stämme
Viele Mohave leben heute von der Landwirtschaft oder finden Lohnarbeit in nahegelegenen Ortschaften, wie zum Beispiel in Needles, Kalifornien. Einige Mohave-Frauen stellen mit Perlen verzierte Umhänge her, doch das Kunsthandwerk ist unbedeutend. Obwohl noch mehr als die Hälfte der Mohave ihre Muttersprache beherrschen, wird sie nach Einschätzung von SIL International als bedrohte Sprache mit dem Status 8a (moribund/aussterbend) geführt.
Die ca. 2.000 Stammesangehörige zählenden Mohave sind heute Teil zweier auf Bundesebene anerkannter Stämme (federally recognized tribes):
- Fort Mojave Indian Tribe of Arizona, California, and Nevada[5] (auf der Fort Mojave Indian Reservation entlang des Colorado Rivers, mit ca. 96 km² in Arizona, ca. 51 km² in Kalifornien und ca. 23 km² in Nevada, über 50 Prozent des Reservationslandes wurde an Amerikaner und Mexikaner verpachtet; Verwaltungssitz ist Needles – benannt nach mehreren nahen Felsnadeln; Population (2017): 1.707)

- Colorado River Indian Tribes (CRIT)[6] (auf der Colorado River Indian Reservation mit ca. 1.077 km² beiderseits des Colorado Rivers in Kalifornien und Arizona, diese wird mit drei weiteren Stämmen – den Chemehuevi, Hopi und Navajo – geteilt, jeder dieser vier Stämme versucht weiterhin ihre eigenen individuellen voneinander unterschiedlichen Traditionen, Religionen, Sprachen und Kulturen zu bewahren; Verwaltungssitz Parker mit eigenem Flughafen; Population (2016): 4.277)